# Лісопарк «Кутківці»
Лісопа́рк «Ку́тківці» — лісопарк в Україні, в межах міста Тернопіль. 
Розташований на території, підпорядкованій Тернопільській міській раді, між мікрорайонами Дружба і Кутківці. 
Площа 40,79 га. Перебуває у віданні ДП «Тернопільське лісове господарство» (лісовий квартал 3). Є частиною регіонального ландшафтного парку «Загребелля». 
Статус надано для збереження лісового масиву, розташованого на правобережжі річки Серет, при південно-західному березі Тернопільського ставу. Довжина масиву 1,1 км, максимальна ширина — бл. 500 м. 
У деревостані лісопарку переважають дубово-грабові та буково-грабові насадження. Місцями трапляються ялина звичайна, сосна звичайна, акація біла тощо. У трав'яному покриві переважають костриця лучна, грястиця звичайна, мітлиця тонка, тонконіг вузьколистий та інші. 
Через близькість до щільно забудованих міських районів лісопарк страждає від значного антропогенного впливу. 